# 沿スーラ川防衛線
本項は、キエフ・ルーシ期にスーラ川沿いに築かれた要塞都市群（直訳：沿スーラ川防衛線 / ロシア語: Посульская оборонительная линия）
に関して説明する。
これらの諸都市はキエフ大公ウラジーミル1世によってスーラ川（ドニエプル川支流）沿いに建設され、ルーシの地をステップの遊牧民の襲撃から守る防衛拠点の役割を担った。また、これらの諸都市はペレヤスラヴリ公国領に含まれた。
沿スーラ川防衛線は以下の諸都市から構成された。
ポパシュ、ヴィヤハニ、ロムヌィ、コスニャチン(ru)、ルブヌィ、ペソチェン(ru)、スネポロド(ru)、ゴロシン(ru)、シネチ(ru)、ルコームリ、タラソフカ、チュトフカ、ヴェリーカヤ・ブロムカ、リャシチョフカ、キジヴェル、ジェルニ(ru)、パリャニブシチナ、ヴォイニ(ru)。
諸都市の多くはモンゴルのルーシ侵攻を経て衰退し、現存していない。